# Andreas J. Steck
Andreas J. Steck (* 1942) ist ein Schweizer Neurologe bzw. Neuroimmunologe.
Steck wirkte u. a. am Departement für Neurologie des Centre hospitalier universitaire vaudois in Lausanne. Von 1993 bis 2007 war Steck Vorsteher und Chefarzt der Neurologische Universitätsklinik und Poliklinik Basel. Von 1993 bis 1995 war er zudem Präsident der Schweizerischen Neurologischen Gesellschaft und bis 2011 Herausgeber der Schweizer Archivs für Neurologie und Psychiatrie derselben Gesellschaft.